# Centaurea amanicola
Centaurea amanicola — вид рослин з роду волошка (Centaurea), з родини айстрових (Asteraceae).

## Опис рослини
Дворічна або багаторічна рослина, прямовисне, 65–80 см заввишки, розгалужена лише у верхній частині з 2–8 квітковими головами в китиці. Листки нижні рідко волохаті, верхні з тонкими волосками, цілі або зубчасті; прикореневі — довгасто-серцеподібні, на ніжці, а інші — сидячі; нижні й серединні — від довгастих до широколанцетних. Кластер філарій (приквіток) 27–35 × 25–30 мм, від яйцюватих до майже округлих; придатки великі, повністю приховують прикореневу частину філаріїв, коричневі. Квітки пурпурові. Сім'янки 6 мм; папуси 8–9 мм. Період цвітіння: червень — липень.

## Середовище проживання
Ендемік південної Туреччини. Населяє соснові ліси.